# Josephus Thomas
Josephus Thomas (né le 11 juillet 1971) est un ancien athlète de la Sierra Leone, spécialiste du 100 m.
Il appartenait au club Woodford Green AC (GBR, ).
Son record est de 10 s 29 en 1998. Il a participé au relais 4 × 100 m de son pays aux Jeux olympiques d'Atlanta, en battant en demi-finale le record national en 38 s 91.